# Beautiful (倉木麻衣の曲)
「Beautiful」（ビューティフル）は、日本の歌手・倉木麻衣の楽曲。倉木の32枚目のCDシングルとして、2009年6月10日にNORTHERN MUSICから発売された。型番はVNCM-6013（初回盤）・VNCM-6014（通常盤）。

## 解説
今作のキャッチ・コピーは「幸せ満タン、入りまーす。」
2009年6月12日放送のテレビ朝日系『ミュージックステーション』で初披露された。
初回盤のDVDには「Beautiful」のフルPVと30秒CMスポットが収録されている。初回盤と通常盤でジャケットが異なる。
KOSE COSMEPORT「サロンスタイル」のCMへのタイアップとはアレンジが異なり、CMタイアップ版は発売されていなかったが、リリースから約1年半後の2010年11月17日リリースのオリジナルアルバム『FUTURE KISS』に「Beautiful 〜comfortable ver.〜」として収録された。
2010年4月に香港の公営放送局RTHK開催の21st RTHK International Pop Poll Awardで『Top Japanese Gold Song』を受賞した。
楽曲は以下のメディアで使用されている。
- 日本テレビ系『スッキリ!!』6月度テーマソング
- KOSE COSMEPORT「サロンスタイル」CMソング

## シングル収録曲
1. Beautiful (4:32)
  - 作詞：倉木麻衣、作曲：Song Yang Ha、編曲：池田大介
2. wana (3:26)
  - 作詞：倉木麻衣、作曲：Silver Stream
3. Beautiful -instrumental- (4:30)

## プロモーション活動

### テレビ出演
- MUSIC STATION（2009年6月12日放送、テレビ朝日）
- 音楽戦士 MUSIC FIGHTER（2009年6月13日放送、日本テレビ）
- MUSIC JAPAN（2009年6月14日放送、NHK）
- COUNT DOWN TV（2009年6月20日放送、TBS）

※地上波・音楽番組のみ

### リリースイベント
発売を記念して「Mai Kuraki 10th Anniversary EVENT 〜Beautiful〜」が開催され、参加者に本人からオリジナルポストカードセットが手渡された。
- 6月10日　新宿 Flags 屋上特設イベントステージ
- 6月13日　TRESSA横浜 南棟 1F イベント広場 ／ ららぽーと TOKYO-BAY 北館1F中央広場
- 6月14日　名古屋 アスナル 金山

## 収録アルバム
- ALL MY BEST
- FUTURE KISS